# Reserva de la biosfera de la Papallona Monarca
La Reserva de la biosfera de la Papallona Monarca està localitzada a la part est de l'estat de Michoacán i part de l'oest de l'Estat de Mèxic a la zona central de Mèxic. La reserva va ser creada per protegir l'entorn natural i hàbitat de la papallona monarca tenint una superfície total de 56.000 hectàrees. Està inscrita a la llista del Patrimoni de la Humanitat de la UNESCO des del 2008.